# Sistema de fitxers Flaix

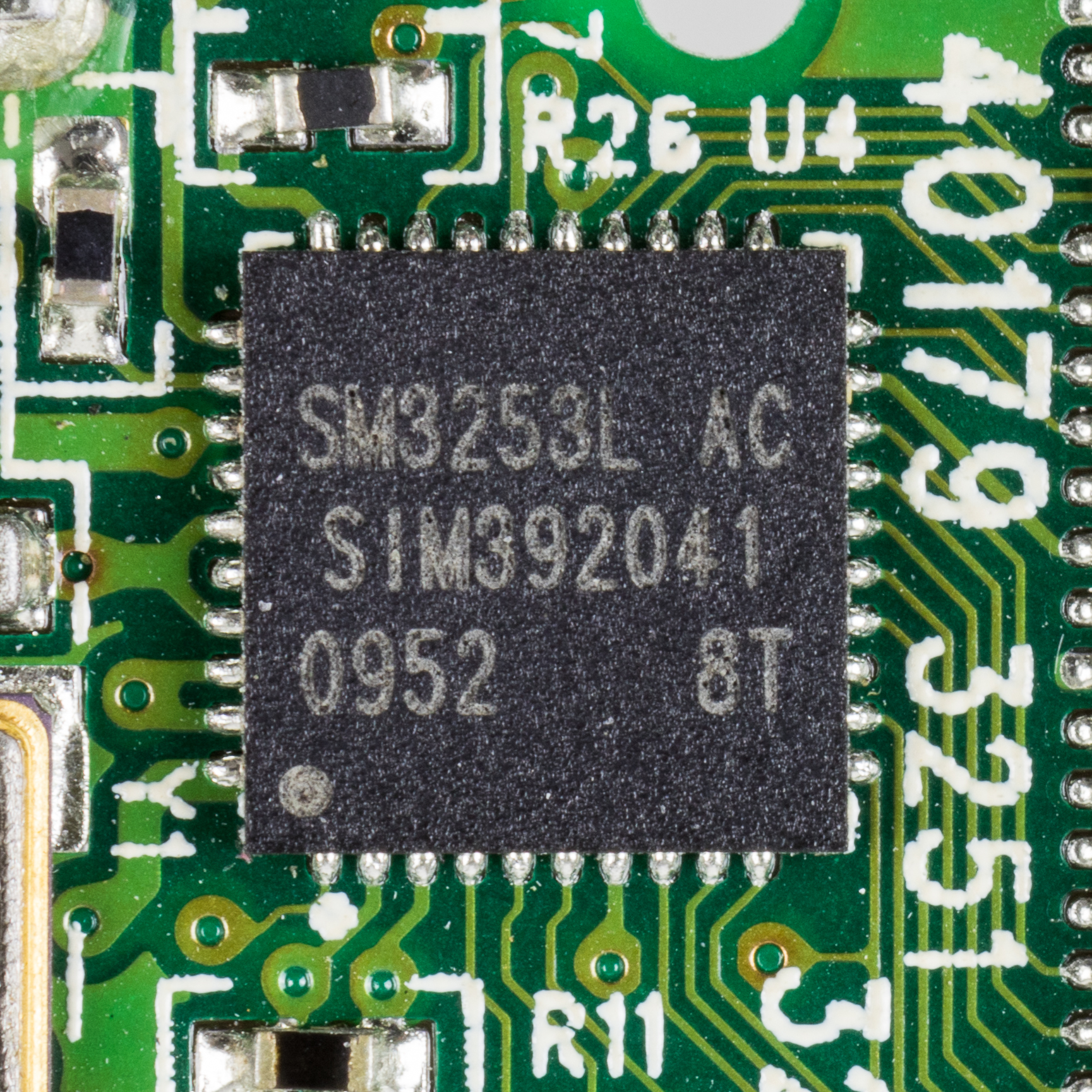
Llapis USB Lexar 8 GB - Silicon Motion SM3253L - Controlador de flaix USB 2.0 d'un sol canal.

Un sistema de fitxers flaix és un sistema de fitxers dissenyat per emmagatzemar fitxers en dispositius d'emmagatzematge basats – memòria flaix. Tot i que els sistemes de fitxers flash estan estretament relacionats amb els sistemes de fitxers en general, estan optimitzats per a la naturalesa i les característiques de la memòria flaix (com per evitar l'amplificació d'escriptura) i per al seu ús en sistemes operatius en particular.

## Visió general
Tot i que una capa de dispositiu de bloc pot emular una unitat de disc perquè es pugui utilitzar un sistema de fitxers de propòsit general en un dispositiu d'emmagatzematge basat en flash, això no és òptim per diverses raons:
- Esborrar blocs: els blocs de memòria flash s'han d'esborrar explícitament abans de poder escriure'ls. El temps necessari per esborrar blocs pot ser important, per la qual cosa és beneficiós esborrar blocs no utilitzats mentre el dispositiu està inactiu.
- Accés aleatori: els sistemes de fitxers d'ús general estan optimitzats per evitar les cerques de disc sempre que sigui possible, a causa de l'alt cost de la recerca. Els dispositius de memòria flash no imposen cap latència de cerca.
- Nivell de desgast: els dispositius de memòria flaix tendeixen a desgastar-se quan un sol bloc es sobreescriu repetidament; Els sistemes de fitxers flash estan dissenyats per distribuir les escriptures de manera uniforme.

Els sistemes de fitxers estructurats en registre tenen totes les propietats desitjables per a un sistema de fitxers flash. Aquests sistemes de fitxers inclouen JFFS2 i YAFFS.
A causa de les característiques particulars de la memòria flaix, s'utilitza millor amb un controlador per realitzar l'anivellament del desgast i la correcció d'errors o amb sistemes de fitxers flaix dissenyats específicament, que difonen les escriptures als mitjans i fan front als llargs temps d'esborrat dels blocs flaix NAND. El concepte bàsic dels sistemes de fitxers flash és: quan s'ha d'actualitzar el magatzem flash, el sistema de fitxers escriurà una nova còpia de les dades modificades en un bloc nou, reasignarà els punters de fitxers i després esborrarà el bloc antic més tard quan s'hagi fet. temps.
A la pràctica, els sistemes de fitxers flash només s'utilitzen per a dispositius de tecnologia de memòria (MTD), que són memòries flash incrustades que no tenen controlador. Les targetes de memòria flash extraïbles i les unitats flash USB tenen controladors integrats per gestionar MTD amb algorismes dedicats, com ara l'anivellament del desgast, la recuperació de blocs defectuosos, la recuperació de la pèrdua d'energia, la recollida d'escombraries i la correcció d'errors, de manera que l'ús d'un fitxer flash sistema té un benefici limitat.

Els dispositius de memòria flash són cada cop més freqüents a mesura que augmenta el nombre de dispositius mòbils, disminueix el cost per mida de memòria i augmenta la capacitat dels xips de memòria flash.

## Orígens
El primer sistema de fitxers flash, que gestionava una matriu de flaix com a disc de lliure escriptura, va ser TrueFFS de M-Systems of Israel, presentat com a producte de programari a la PC-Card Expo a Santa Clara, Califòrnia, el juliol de 1992 i patentat el 1993.
Un dels primers sistemes de fitxers flash va ser el FFS2 de Microsoft, per utilitzar amb MS-DOS, llançat a la tardor de 1992. FFS2 va ser precedit per un producte anterior, anomenat "FFS", que, tanmateix, no era un sistema de fitxers flaix, gestionant una matriu flaix com a espai d'escriptura una vegada llegits molts (WORM) en lloc d'un disc que es podia escriure lliurement.